# Prosopis humilis
Prosopis humilis är en ärtväxtart som beskrevs av William Jackson Hooker. Prosopis humilis ingår i släktet Prosopis och familjen ärtväxter. Inga underarter finns listade i Catalogue of Life.